# منفذ سودانثيل
منفذ سودا النثيل هو منفذ حدودي سابق بين قطر والإمارات العربية المتحدة عندما كانت توجد حدود مشتركة في البلدين. أغلق المنفذ قبل سنوات.

## حاليا
توجد أخبار حول إعادة افتتاح المنفذ من جديد، رغم عدم وجود حدود برية مشتركة بين قطر والإمارات. سيكون المنفذ الآن بين قطر والسعودية لكنه سيقرب المسافة بين قطر والإمارات وعُمان وبعض المناطق في جنوب شرق السعودية.
في عام 2016 كانت هُناك دراسة لافتتاح منفذ سودا النثيل للتخفيف عن منفذ أبو سمرة وذكرت صحيفة لوسيل بأن في عام 2016 كان المنفذ يستقبل 1200 شاحنة يوميا.

## 2023
في تاريخ 12 أبريل 2023 أصدر الشيخ خليفة بن حمد آل ثاني وزير داخلية قطر قرارًا بتحديد عشرة منافذ للدخول والخروج من قطر ومن ضمنها منفذ سودا النثيل.